# نيل بوستمان
نيل بوستمان (بالإنجليزية: Neil Postman)‏ (ولد 8 مارس 1931 – 5 أكتوبر 2003) هو مؤلف أمريكي ومعلم ومنظر في الإعلام وناقد ثقافي تجنب التكنولوجيا بما في ذلك الحواسيب الشخصية في المدرسة ومثبت السرعة في السيارات، اشتُهر بأكثر من عشرين كتابًا حول التكنولوجيا والتعليم، بما في ذلك إمتاع أنفسنا حدَّ الموت (1985)، والاستنكاف الضميري (1988)، التكنولوجيا: استسلام الثقافة للتكنولوجيا (1992) واختفاء الطفولة (1994)، ونهاية التعليم: إعادة تعريف قيمة المدرسة (1995).

## سيرة حياته
ولد بوستمان في مدينة نيويورك حيث أمضى معظم حياته. في عام 1953، تخرج في جامعة نيويورك الحكومية في فريدونيا، وجُنِّد في الجيش، لكنه سُرِّح بعد أقل من خمسة أشهر. في كلية المعلمين التابعة لجامعة كولومبيا تحصّل على درجة الماجستير عام 1955 ودرجة الدكتوراة عام 1958. تولى بوستمان منصبًا في قسم اللغة الإنجليزية في جامعة سان فرانسيسكو الحكومية عام 1958. بعد فترة وجيزة، في عام 1959، بدأ بالتدريس في جامعة نيويورك (إن واي يو).
في عام 1971، في كلية ستينهاردت للثقافة والتعليم والتنمية البشرية التابعة لجامعة نيويورك، أسس برنامجًا للدراسات العليا في علم البيئة الإعلامية. أصبح الأستاذ الجامعي الوحيد في مدرسة ستينهاردت عام 1993، وشغل منصب رئيس قسم الثقافة والاتصالات حتى عام 2002.
في سن 72، توفي بوستمان بسرطان الرئة في مستشفى في حي فلاشينغ، بمنطقة كوينز في مدينة نيويورك بتاريخ 5 أكتوبر عام 2003. حين وفاته، كان بوستمان قد مضى على زواجه من زوجته، شيلي روس بوستمان، مدة 48 عامًا. أنجبا ثلاثة أطفال. دُفن بوستمان في مقبرة سيدار بارك، باراموس، نيوجيرسي وحُفِر على شاهد قبره «زوج محبوب وأب وجد وأخ ومعلم».

## الأعمال
كتب بوستمان 20 كتابًا وأكثر من 200 مقال في مجلات وصحف مثل صحيفة نيويورك تايمز، مجلة ذا أتلانتيك ومجلة هاربر، مجلة تايم ومجلة ساترداي ريفيو ومجلة هارفرد ريفيو التعليمية وصحيفة واشنطن بوست، صحيفة لوس أنجلوس تايمز ومجلة شتيرن وصحيفة لوموند. كان محرر المجلة الفصلية (إي تي سي): استعراض لعلم الدلالات العام منذ عام 1976 حتى عام 1986. في عام 1976، درّس بوستمان دورة تعليمية لصالح جامعة نيويورك على قناة سي بي إس التلفزيونية ضمن السلسلة التعليمية سنرايز سيسمستر (بالإنجليزية: Sunrise Semester) بعنوان «التواصل: البيئة غير المرئية». كان محرر مساهم في مجلة ذا نيشين. أُعيدت طباعة العديد من مقالات بوستمان بعد وفاته في المجلة الفصلية (إي تي سي): استعراض لعلم الدلالات العام كجزء من إصدار الذكرى السنوية الخامسة والسبعين في أكتوبر 2013.
لم يمتلك بوستمان حاسوبًا أو آلة كاتبة، وكان يكتب حصريًا بيده. وعلى الرغم من المخاوف المنقولة عنه غالبًا بشأن التلفزيون وأجهزة الكمبيوتر ودور التكنولوجيا في المجتمع، إلا أن بوستمان استخدم وسيط التلفزيون لتقديم أفكاره ووافق على العديد من المقابلات التلفزيونية. في وقت لاحق من حياته، امتلك بوستمان تلفزيون في منزله.

## «إمتاع أنفسنا حد الموت»
أحد أكثر أعمال بوستمان تأثيرًا هو إمتاع أنفسنا حدّ الموت: حوار عام في عصر العمل الاستعراضي. في الكتاب، ناقش بوستمان أنه من خلال التعبير عن الأفكار من خلال الصور المرئية، يقلل التلفزيون من السياسة والأخبار والتاريخ، كما قال بوستمان أيضًا إن التلفزيون يدمر «المحادثة العامة الجادة والعقلانية» التي ظلت تستمر لقرون من قبل آلة الطباعة.

## وصلات خارجية
- نيل بوستمان على موقع الموسوعة البريطانية (الإنجليزية)
- نيل بوستمان على موقع مونزينجر (الألمانية)
- نيل بوستمان على موقع ميوزك برينز (الإنجليزية)

- نيل بوستمان - صفحة معلومات (بالإنجليزية)
- نيل بوستمان على موقع فايند أغريف
- Postman مرات الظهور على سي-سبان